# Litoria albolabris
Litoria albolabris – słabo poznany gatunek płaza bezogonowego z podrodziny Pelodryadinae w rodzinie rzekotkowatych (Hylidae). Endemit Nowej Gwinei. 

## Występowanie
Zwierzę to spotkano dotychczas tylko w miejscu typowym: w okolicy Aitape na północnym wybrzeżu Papui-Nowej Gwinei.
Prawdopodobnie zamieszkuje lasy deszczowe, zwłaszcza górskie, być może też zarośla i pastwiska.

## Status
Trudny do określenia, gdyż od pierwszego spotkania zwierzęcia nie widziano, z czego można wnioskować, że jest rzadkie.